# モンテレオーネ・ディ・スポレート
モンテレオーネ・ディ・スポレート（伊: Monteleone di Spoleto）は、イタリア共和国ウンブリア州ペルージャ県にある、人口約600人の基礎自治体（コムーネ）。
古代の遺跡と村を囲む城壁を有する。
この地で収穫されるスペルト小麦はDOP認定されている。

## 地理

### 位置・広がり

#### 隣接コムーネ
隣接するコムーネは以下の通り。括弧内のTRはテルニ県、RIはリエーティ県所属を示す。
- カーシア
- フェレンティッロ (TR)
- レオネッサ (RI)
- ポッジョドーモ
- サンタナトーリア・ディ・ナルコ
- スケッジーノ

### 気候分類・地震分類
モンテレオーネ・ディ・スポレートにおけるイタリアの気候分類 (it) および度日は、zona E, 2914 GGである。
また、イタリアの地震リスク階級 (it) では、zona 1 (sismicità alta) に分類される。

## 歴史
1902年、エトルリア時代の青銅のチャリオットが発掘された。これは紀元前530年頃のもので、ニューヨークのメトロポリタン美術館が蔵しているがモンテレオーネ・ディ・スポレートは返還を求めている。

## 行政

### 分離集落
モンテレオーネ・ディ・スポレートには、以下の分離集落（フラツィオーネ）がある。
- Butino, Rescia, Ruscio, Trivio, Nempe